# Виборчий округ 173
Виборчий округ 173 — виборчий округ в Харківській області. В сучасному вигляді був утворений 28 квітня 2012 постановою ЦВК №82 (до цього моменту існувала інша система виборчих округів). Окружна виборча комісія цього округу розташовується в приміщенні адміністрації Слобідського району Харківської міської ради за адресою м. Харків, вул. Плеханівська, 42.
До складу округу входять Основ'янський район і частина Слобідського району (окрім території на північний схід від проспектів Льва Ландау та Героїв Сталінграда) міста Харків. Виборчий округ 173 межує з округом 174 на заході, з округом 168 на північному заході, з округом 169 на півночі, з округом 170 на північному сході, з округом 171 на сході та з округом 181 на південному сході, на півдні і на південному заході. Виборчий округ №173 складається з виборчих дільниць під номерами 631316-631343, 631345-631346, 631348-631353, 631373-631375, 631649-631685 та 631687-631689.

## Народні депутати від округу
| Ім'я                         | Фото | Партія          | Скликання | Дата набуття повноважень | Дата припинення повноважень |
| ---------------------------- | ---- | --------------- | --------- | ------------------------ | --------------------------- |
| Денисенко Анатолій Петрович  |      | Партія регіонів | 7-ме      | 12 грудня 2012           | 27 листопада 2014           |
| Денисенко Анатолій Петрович  |      | самовисуванець  | 8-ме      | 27 листопада 2014        | 29 серпня 2019              |
| Бакумов Олександр Сергійович |      | Слуга народу    | 9-те      | 29 серпня 2019           |                             |

## Результати виборів

### Парламентські

#### 2019
Кандидати-мажоритарники:
- Бакумов Олександр Сергійович (Слуга народу)
- Денисенко Анатолій Петрович (самовисування)
- Оніщенко Павло Олександрович (Опозиційна платформа — За життя)
- Лаврінець Ігор Олександрович (Європейська Солідарність)
- Ракич Іван Валерійович (самовисування)
- Батій Вадим Валерійович (Свобода)
- Бригас Юлія Володимирівна (самовисування)
- Григоренко Андрій Анатолійович (самовисування)
- Мирополець Олександр Григорович (самовисування)

#### 2014
Кандидати-мажоритарники:
- Денисенко Анатолій Петрович (самовисування)
- Чорний Дмитро Валентинович (Народний фронт)
- Старков Костянтин Олександрович (Комуністична партія України)
- Дебелий Олег Віталійович (Свобода)
- Нейчев Ігор Володимирович (Сильна Україна)
- Севастянов Борис Олександрович (самовисування)
- Чумак Олександр Валерійович (самовисування)
- Євтушенко Ірина Юріївна (Блок лівих сил України)
- Портнов Артем Васильович (самовисування)
- Білозеров Сергій Олександрович (самовисування)
- Лебеденко Олександр Олексійович (Воля)
- Картельов Микола Михайлович (самовисування)

#### 2012
Кандидати-мажоритарники:
- Денисенко Анатолій Петрович (Партія регіонів)
- Старков Костянтин Олександрович (Комуністична партія України)
- Салигін Василь Вікторовіч (самовисування)
- Туренко Іван Андрійович (Конгрес українських націоналістів)
- Ханафеєв Владислав Олексійович (Україна майбутнього)
- Христенко Юрій Петрович (Соціалістична партія України)
- Картельов Микола Михайлович (самовисування)

## Явка
Явка виборців на окрузі: